# Notre-Dame-de-la-Nativité (Cénac)

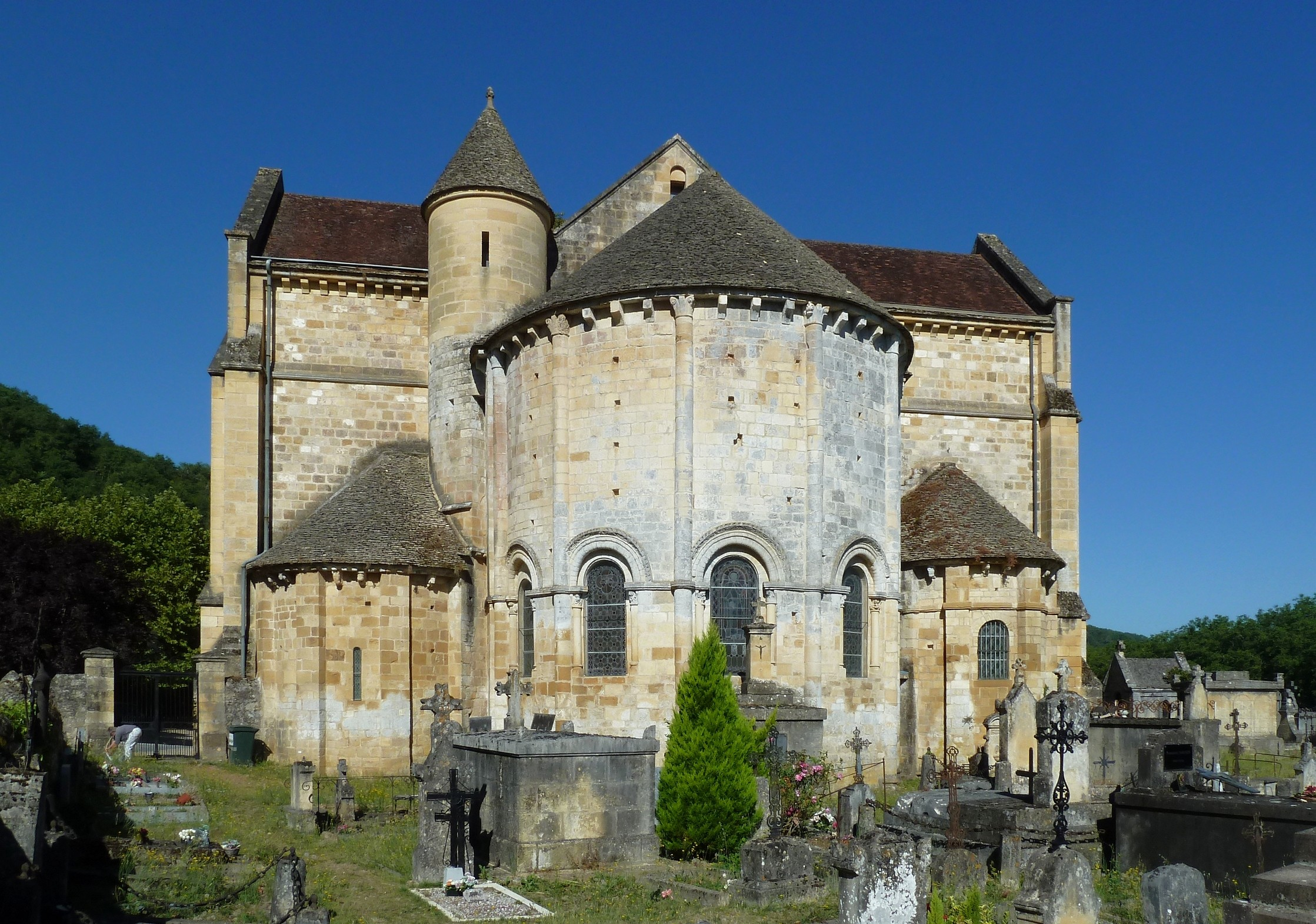
Kirche Notre-Dame-de-la-Nativité, Blick zum Chor

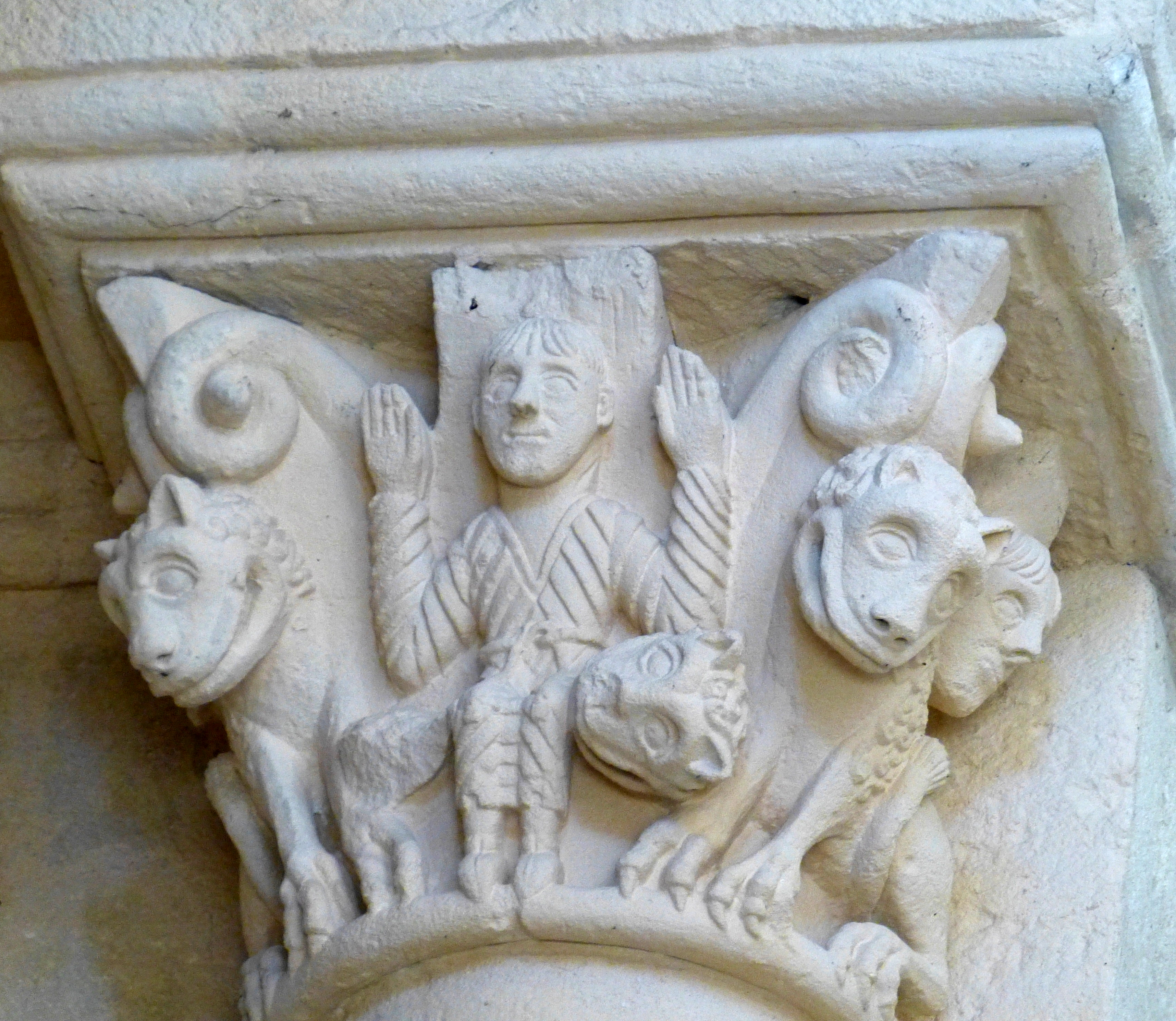
Kapitell „Daniel in der Löwengrube“

Notre-Dame-de-la-Nativité ist eine römisch-katholische Kirche in der französischen Gemeinde Cénac-et-Saint-Julien im Département Dordogne in der Region Nouvelle-Aquitaine. Die Kirche, von der nach Zerstörungen nur die östlichen Teile erhalten sind, ist seit dem Jahr 1987 als Monument historique klassifiziert.

## Beschreibung
Die im 12. Jahrhundert im Stil der Romanik errichtete Kirche gehörte ursprünglich zu einem Priorat der Benediktinerabtei Moissac, das im Jahr 1090 von Aquilanus, dem Abt von Moissac, gegründet worden war. Das Langhaus der Kirche wurde während der Religionskriege 1588 von Geoffroy de Vivans zerstört, erhalten sind das Querschiff, der Chor mit der zentralen Hauptapsis und zwei kleineren Seitenapsiden. Das Querschiff und das verkürzte Langhaus wurden im 19. Jahrhundert rekonstruiert. Der Chor ist mit Säulen geschmückt, die von reich verzierten Kapitellen gekrönt werden. Diese tragen eine Reihe von Arkaden, auf denen das Gewölbe der Apsis ruht. An der Vierung des Querschiffs befand sich ein quadratischer Turm, der von Rundbogenfenstern erhellt wurde. 
Erhalten sind Säulen, gekrönt von etwa dreißig aufwendig gemeißelten Kapitellen aus der Zeit um 1130. Die Bildhauer schufen in einem ausdrucksstarken Stil eine der bedeutendsten Sammlungen romanischer Tierplastik im Périgord. Sie umfasst einen Affendompteur, Daniel in der hinter den Löwen verborgenen Grube, Jona und seinen Wal, Leoparden, Eulen, die Kaninchen jagen, Monster sowie biblische Szenen wie die Auferstehung des Lazarus. Das Dach der Kirche verfügt über gemeißelte Konsolen, die verschiedene figürliche Darstellungen zeigen, unter anderem ein zweiköpfiges Monster.